# Ruby Tuesday (Lied)
Ruby Tuesday ist ein Rocksong der Band The Rolling Stones, der 1966 aufgenommen und im Januar 1967 veröffentlicht wurde. Er war ein Nummer-eins-Hit in Deutschland und den Vereinigten Staaten und erreichte in den britischen Charts den dritten Platz.

## Hintergrund
Laut einem Interview in der Musikzeitschrift Rolling Stone schrieb Keith Richards das Liebeslied 1966 in einem Hotel über ein Groupie, das er kannte. 2010 erklärte er in seiner Autobiographie, dass er damit Linda Keith, seine damalige Freundin, meinte.
Über die Urheberschaft des Stücks besteht Uneinigkeit. Bill Wyman zufolge stammt der Text zur Gänze von Keith Richards, laut Marianne Faithfull stammte eine frühere Version von Brian Jones, der nicht nur als Instrumentalist, sondern auch als Arrangeur der Rolling Stones wirkte und in dem Stück die Blockflöte spielt. Der Biograph Victor Bockris schrieb, dass der Text und die Struktur des Stücks von Richards stammen würden, der dieses mit Jones im Studio vollendet habe.
Im Song ist stellenweise sehr präsent ein gestrichener Kontrabass zu hören. Weil kein Musiker der Band das Instrument beherrschte, teilten sich der Gitarrist und der Bassist die Rollen: Keith Richards strich den Bogen, während Bill Wyman die Saiten drückte.
Das Stück wurde auf zwei aufeinanderfolgenden Alben, den US-Versionen von Between the Buttons und Flowers, veröffentlicht. Liveversionen erschienen 1991 auf dem Album Flashpoint und 2013 auf dem Album Sweet Summer Sun: Hyde Park Live 2013.

## Rezeption
Die Musikzeitschrift Rolling Stone führte das Stück in der Liste der 500 Greatest Songs of All Times aus dem Jahr 2004 auf Platz 303.
Die US-amerikanische Restaurantkette Ruby Tuesday wurde nach dem Lied benannt.
Richie Unterberger schrieb bei AllMusic über das Stück:

Ruby Tuesday is a good candidate for the most melodic Mick Jagger-Keith Richards composition ever, and it was a number one hit in early 1967. This is one of the few Rolling Stones songs that could be fairly said to be as melodic as any of the best Lennon-McCartney compositions.

„Ruby Tuesday ist ein guter Kandidat für die melodischste Mick Jagger/Keith Richards-Komposition aller Zeiten und war Anfang 1967 ein Nummer-eins-Hit. Dies ist einer der wenigen Rolling-Stones-Songs, die man zu Recht als so melodisch wie eine der besten Lennon-McCartney-Kompositionen bezeichnen könnte.“

## Musiker der Originalaufnahme
- Mick Jagger – Gesang, Tamburin
- Keith Richards – Bass, Gitarre, Hintergrundgesang
- Brian Jones – Blockflöte, Klavier, Hintergrundgesang
- Bill Wyman – Bass
- Charlie Watts – Schlagzeug

## Kommerzieller Erfolg

### Chartplatzierungen
| ChartsChartplatzierungen       | Höchstplatzierung | Wochen |
| ------------------------------ | ----------------- | ------ |
| Schweiz (IFPI)                 | 27 (2 Wo.)        | 2      |
| Vereinigte Staaten (Billboard) | 1 (12 Wo.)        | 12     |
| Vereinigtes Königreich (OCC)   | 59 (2 Wo.)        | 2      |

| ChartsJahrescharts (1967)      | Platzierung |
| ------------------------------ | ----------- |
| Vereinigte Staaten (Billboard) | 24          |

### Auszeichnungen für Musikverkäufe
| Land/Region                  | Auszeichnungen für Musikverkäufe (Land/Region, Auszeichnung, Verkäufe) | Verkäufe  |
| ---------------------------- | ---------------------------------------------------------------------- | --------- |
| Australien (ARIA)            | Gold                                                                   | 35.000    |
| Neuseeland (RMNZ)            | Gold                                                                   | 15.000    |
| Vereinigte Staaten (RIAA)    | Gold                                                                   | 1.000.000 |
| Vereinigtes Königreich (BPI) | Silber                                                                 | 250.000   |
| Insgesamt                    | 1× Silber · 3× Gold ·                                                  | 1.300.000 |

Hauptartikel: The Rolling Stones/Auszeichnungen für Musikverkäufe

## Coverversionen
Die bekannteste Version stammt von der Sängerin Melanie, die den Song 1970 auf ihrem Album Candles in the Rain veröffentlichte und mit ihrer „eigenwilligen Interpretation“ in die Top Ten der britischen und der deutschen Charts kam.
- 1967: Der französische Sänger Richard Anthony veröffentlichte eine französische Version unter dem Titel Fille Sauvage.
- 1968: Rotary Connection veröffentlichten ein Cover des Songs auf dem gleichnamigen Album Rotary Connection.
- 1969: Oliver veröffentlichte eine Version des Songs auf seinem Album Good Morning Starshine.
- 1970: Die Pozo-Seco Singers und Don Williams veröffentlichten eine Version des Songs auf ihrem vierten Album, Spend Some Time with Me.
- 1984: Nazareth veröffentlichten eine Version des Songs auf ihrem Album The Catch.
- 1989: Julian Lennon veröffentlichte eine Version des Songs auf dem Compilation-Album The Wonder Years: Music from the Emmy Award-Winning Show & Its Era, einem Soundtrack-Album der Fernsehserie Wunderbare Jahre.
- 1993: Rod Stewart nahm eine Version des Songs auf, die auf seinem Compilation-Album Lead Vocalist enthalten ist.
- 1994: Marianne Faithfull veröffentlichte eine Version des Songs auf dem Album Symphonic Music of The Rolling Stones des London Symphony Orchestra.
- 1996: Dick Gaughan nahm eine Version für sein Soloalbum Sail On auf.
- 1996: Arjen Lucassen nahm ein Cover des Songs für sein Cover-Album Strange Hobby auf, die jedoch erst 20 Jahre später in einer Neuauflage veröffentlicht wurde.
- 1999: Franco Battiato nahm eine Version für sein Album Fleurs auf.
- 2002: The Corrs nahmen mit Ronnie Wood eine Live-Version für ihr Album VH1 Presents: The Corrs, Live in Dublin auf.
- 2011: Die Scorpions veröffentlichten eine Version des Songs auf ihrem Album Comeblack.